# Révész János (elbeszélő)
Révész János, 1898-ig Riszdorfer (Nyíregyháza, 1863. március 17. – Nagybánya, 1933. december 18.) elbeszélő, egyházi író, szerkesztő, evangélikus lelkész. Révész Mitó apja.

## Életútja
Riszdorfer János városi főjegyző és Nádassy Zsuzsánna nemes szülők fia. Hat évig a nyíregyházi gimnáziumnak volt a növendéke. Miskolcon érettségizett, Pozsonyban, az evangélikus teológián szerzett lelkészi diplomát. Szülei elszegényedvén, 16 éves korától kezdve maga tartotta fenn magát; írnokoskodott különböző hivatalokban, írt a hírlapokba és nevelősködött. Riszdorfer családi nevét 1898-ban változtatta Révészre. 1885-től élete végéig Nagybányán volt lelkész, egyházkerületi számvevőszéki elnök, törvényszéki bíró, vármegyei tanácsos. A Petőfi-tábla leleplezésekor 1899. szeptember 8-án Nagybányán és a Lendvay-szobor leleplezésekor 1900. november 11-én ugyanott mondott ünnepi beszédet.
1885-től jelentek meg írásai a Nagybánya és Vidéke című lapban, amelynek 1891-től felelős szerkesztője, 1903-tól laptulajdonosa lett. Ezenkívül 1905-1919 között Soltész Elemérrel közösen szerkesztette az Igehirdető című egyházi lapot. Cikkei, tárcái, tudósításai jelentek meg saját lapjain kívül a Szamosban és a Keleti Újságban is. Teleki Sándor és Törökfalvi Papp Zsigmond barátja; az általa szervezett irodalmi esteken Nagybányán Jókai Mór, Krúdy Gyula, Zempléni Árpád, Benedek Elek, Ferenczy Zsizsi, Szentimrei Jenő, Tamási Áron, Tabéry Géza, Tavaszy Sándor és mások léptek fel.
Szerepe volt a nagybányai festőiskola létrehozásában, a festőtelep kiépítésében és általában Nagybánya városrendezésében.

## Munkái
Művei mind Nagybányán jelentek meg.
- Emléklapok (megemlékezések egyházi és irodalmi személyiségekről, 1887)
- A nagybányai ev. népiskola rövid története (1889)
- Ilyen az élet (elbeszélések, 1892)
- A kölcsei harangszentelés (1892)
- Kossuth Lajos temetése (1894)
- Emlékalbum a Nagybánya és Vidéke 25 éves jubileumára (1899)
- A keresztre feszített Jézus hét szózata (Bőjti beszédek, 1901)
- Egyház és haza (Alkalmi beszédek, 1904)
- A mi osztályrészünk. A nagybányai ág. hitv. ev. egyház története (beszédek, tanulmányok. 1905)
- Emlékalbum a Nagybánya és Vidéke 50 éves jubileumára (1924)